# Nő a baj
A Nő a baj (eredeti címe: Saving Silverman) 2001-es amerikai filmvígjáték Dennis Dugan rendezésében. A főszerepben Jason Biggs, Steve Zahn, Jack Black és Amanda Peet látható, Neil Diamond pedig cameoszerepben tűnik fel. Amerikában 2001. február 9.-én mutatták be.

## Rövid történet
A film főszereplője Darren Silverman, akit régi barátai megpróbálnak megmenteni attól, hogy hozzámenjen a főnökösködő új barátnőjéhez.

## Szereplők
| Karakter         | Színész          | Szinkronhang        |
| ---------------- | ---------------- | ------------------- |
| Wayne            | Steve Zahn       | Kálloy Molnár Péter |
| J.D.             | Jack Black       | Kerekes József      |
| Darren           | Jason Biggs      | Csőre Gábor         |
| Judith           | Amanda Peet      | Horváth Lili        |
| Sandy            | Amanda Detmer    | Oroszlán Szonja     |
| Edző bá          | R. Lee Ermey     | Kránitz Lajos       |
| Önmaga           | Neil Diamond     | Orosz István        |
| Bűvész a bárban  | Kyle Gass        | Pálfai Péter        |
| Pap              | Norman Armour    | Kardos Gábor        |
| Idős férfi       | Colin Foo        | Rudas István        |
| Vageet           | Chris Logan      |                     |
| Mosómedvés nő    | Esme Lambert     | Illyés Mari         |
| Pantomimes       | Max Fomitchev    |                     |
| Hírbemondó       | Tony Parsons     | Kajtár Róbert       |
| Brett            | Brett Armstrong  | Csizmadia Gergely   |
| Clayton          | Patrick Pfrimmer |                     |
| Kidobó           | Frank L. Frazier |                     |
| Pincér           | Andrew McIlroy   | Kapácsy Miklós      |
| Férfi            | Oscar Goncalves  |                     |
| Rendfőnökasszony | Lillian Carlson  | Bókai Mária         |
| Oldalvonali bíró | Phil Trasolini   | Katona Zoltán       |
| Rendőr           | David Neale      | Kapácsy Miklós      |

## Háttér
A film egyike azon filmeknek, amelyek arról szólnak, hogy egy vőlegényt megmentenek vagy majdnem megmentenek egy ízléstelen házasságtól.
A filmet Vancouverben forgatták 2000. június 7.-től ezen év augusztusáig. A költségvetés 22 millió dollár volt. Neil Diamond tréfásan azt nyilatkozta, hogy "belerángatták ebbe a filmbe".

## Fogadtatás
A Rotten Tomatoes honlapján 19%-os pontszámmal rendelkezik, és 3.7 pontot szerzett a tízből, 102 kritika alapján. 
A Metacritic oldalán 22%-ot ért el 29 kritika alapján.